# Argentina na Copa do Mundo FIFA de 1962
A Selecção de Argentina foi uma das 16 participantes da Copa Mundial de Futebol de 1962, que se disputou em Chile. Argentina foi eliminada na fase de grupos depois de empatar contra Hungria.
O treinador era Juan Carlos Lorenzo e o capitão era Rubén Marinho Navarro.

## Preparação
No congresso que a FIFA celebrou em Lisboa, em 1956, Argentina perdeu para o Chile a votação para obter a sede da Copa Mundial de Futebol de 1962.
Depois do Desastre de Suécia, a seleção argentina deixou de estar dirigida por Guillermo Stábile, que a dirigia desde 1939. A AFA decidiu formar um triunvirato: Victorio Spinetto, José Della Torre e José Barreiro para que se fizessem cargo da equipe no Campeonato Sul-Americano de Futebol de 1959 (Argentina). Com uma formação totalmente renovada, a Seleção Argentina cumpriu uma excelente campanha: cinco vitórias e um empate contra o Brasil de Pelé. O empate consagrou campeão aos argentinos porque Brasil tinha igualado com Peru. No entanto, após esse título, iniciou-se uma etapa turbulenta.  Ainda em 1959, no Campeonato Sul-Americano de Futebol de 1959 (Equador), a  Argentina treinada por José Manuel Moreno, sofreu a maior derrota em partidas contra o Uruguai de sua história: 5-0.
Em 1960, a AFA voltou a trazer Guillermo Stábile que perdeu a Copa Roca de 1960 e a Copa do Atlántico 1960 ambos para Brasil. De modo que em 1961, Victorio Spinetto, um dos treinadores do triunvirato, se fez cargo da equipa como único treinador. Spinetto classificou a Argentina para o Mundial em partidas contra Equador.
O seleccionado argentino, ao finalizar as clasificatorias sudamericanas, conseguiu o primeiro posto num confronto de ida e volta contra a seleção do Equador e conseguiu a classificação directamente à Copa Mundial de Futebol de 1962.
A AFA organizou uma série de amistosos internacionais em 1961, com a equipa conduzida por Victorio Spinetto. O periplo por Europa deparó uma vitória ante Portugal, derrotas com Espanha e Itália, e empates em frente a Checoslovaquia, União Soviética e Inter. Outro amistoso contra União Soviética desta vez no estádio de River Plate,  terminou com vitória soviética (2-1) e abriu uma nova crise na seleção.
A AFA desejava um novo triunvirato, desta vez com Victorio Spinetto, Saúl Ongaro (Campeão argentino com Racing em 1961) e Juan Carlos Lorenzo (Vice-campeão argentino com San Lorenzo em 1961), mas Victorio não aceitou. Assim se confirmou Lorenzo como selecionador para o Mundial. Lorenzo tinha realizado numerosos cursos de treinador em Espanha, Inglaterra, Itália e França.  seu assistente era Tucho Méndez. Lorenzo tinha estranhas ideias para a época (como regar o gramado, o deixar muito alto conforme o oponente, picar os montinhos de terra para prejudicar os pontas rivais ou inundar o campo para deixá-lo mais pesado) e outras ideias conceituadas “inovadoras” com a introdução da marcação individual em todo o campo ao principal jogador do adversário, e muita pressão na metade do campo.
A Seleção instalou-se no hotel Sauzal, a 14 quilómetros de Rancagua. Lorenzo só levou dois jogadores que estiveram no Mundial de 1958: José Ramos Delgado e José Sanfilippo. Nos primeiros treinamentos, Lorenzo fez os jogadores disputarem uma partida de rugby. Queria que sentissem os rigores físicos e não se acovardassem ante a possibilidade de jogar num grupo com três rivais europeus (Bulgária, Inglaterra e Hungria). Ordenou aos atacantes que lhes pusesse um papel adesivo nos dedos das mãos para que se lembrassem de arrematar ao arco.
Enquanto isso, devido às críticas pelo Desastre de Suécia, a AFA organizou uma comitiva profissional. A equipa contou pela primeira vez com um nutricionista (Alejandro Pittaluga) e as comidas foram especialmente preparadas. Os jogadores só beberam água mineral provista pelo corpo técnico.
Federico Vairo antes de iniciar-se o campeonato: "Hungria e Inglaterra estão melhor que a Argentina. Bulgária não pode jogar ao futebol". Apesar do pessimismo, a Argentina estava em segundo lugar entre os favoritos ao título, embora bem distante do Brasil. Em 27 de maio de 1962, as bolsas inglesas pagavam 1.5 pelo título do Brasil. Argentina vinha com 5, Uruguai e União Soviética com 6.

## Campanha
Argentina estreou-se contra Bulgária. Antes da partido, Lorenzo obrigou os jogadores a assistirem uma sessão de treinamento da seleção búlgara. Montou uma operação, imaginando que a sessão de treinamento era secreta, mas a sessão estava aberta ao público. Segundo Antonio Rattín: "[Lorenzo] Complicou as coisas com suas rarezas. Um dia armou uma operação, subiu-nos a um onibus e aparecemos no campo onde estava a treinar a Bulgária. Metemos-nos escondidos, saltando paredes, e quando chegamos ao campo, resulta que tinha dois mil pessoas vendo a prática…".   A noite anterior, Lorenzo tinha reunido o grupo para dar uma palestra e comunicar a formação, na qual figurava Martín Pando como titular. Mas ao final jogou Oscar Rossi. Lorenzo: "Pus uma equipa forte e aguerrida, porque o búlgaro é o futebol mais violento de Europa".
Argentina ganhou 1-0.  Aos 4 minutos, Raúl Belém desbordó pela esquerda, lançou um centro a José Sanfilippo, que de primeira deixou a Héctor Facundo, que pôs o 1-0. Depois da partida, o diário O Mercurio: "Os argentinos redobraram todas suas linhas e virtualmente a defesa ficou formada por todos seus jogadores num intenso afã de conservar a magra vantagem". Guillermo Stábile: "Jogou-se muito mau. Sanfilippo é a grande figura desta equipa e procurou continuamente fazer faltas em lugar de provocá-las". Última Hora: "O campo, apesar de que estava seco, estava macio e pesado; por isso a equipa não pôde jogar com velocidade".
Na segunda partida, Argentina perdeu 3-1 contra Inglaterra. Lorenzo realizou quatro mudanças e explicou: "Tratei de formar um team bem alto para contrarrestar o jogo aéreo deles". Lorenzo improvisou jogadores em posições às que não estavam acostumados. Pôs a Vladislao Cap como lateral direito e Antonio Rattín, volante central, apareceu como segundo volante. Rattín: "Dois dias antes me chamou e me disse: ‘Você vai jogar de oito, para marcar a Haynes’. Perguntei-lhe se devia seguí-lo à morte e me respondeu ‘Você o marca quando eles têm a pelota; quando nós a temos, jogue’. Fui mal, a cada vez que perdíamos a pelota, me dava um trabalho tremendo encontrá-la. Essa noite disse-lhe: ‘Olha que eu cumpri o que me pediu, de modo que não me queime.’ Então jogou a culpa no goleiro Roma e sacou-o para a outra partida.". Vladislao Cap: "Eu joguei de quatro porque a ideia era o tomar a bola do Bobby Charlton em diferentes zonas do campo, em tándem com RattÍn. Não era meu posto natural, de modo que o senti. O inglês arrancava quase como três e era muito difícil de parar, um grande jogador.".
Inglaterra tomou uma vantagem de 3-0. Golos de Ronald Flowers (17'), Bobby Charlton (42') e Jimmy Greaves (67'). Argentina reduziu o marcador com José Sanfilippo (81') depois de passe de Federico Sacchi.
Argentina devia vencer por uma boa diferença a Hungria, que poria suplentes por estar classificado, e esperar uma queda dos ingleses. Lorenzo surpreendeu com oito mudanças. Num partido sem golos, a equipa ficou eliminada.

## Repercussões
Depois do partido, Juan Carlos Lorenzo declarou: "Não lhes posso ensinar nada novo a meus jogadores desde o aspecto técnico. Meu trabalho principal é o adestramento físico e aspectos que nunca foram tratados com dedicação. O principal problema é que o jogador argentino jamais tomou em conta a disciplina fundamental. Tentei trabalhar com isso, mas para eles é muito difícil de compreender. Devemos seguir trabalhando, estes jogadores são o futuro.". Seu assistente era Tucho Méndez: "Jamais vi uma delegação mais disposta e disciplinada para o trabalho. Isto é obra de Lorenzo e de ninguém mais".
O presidente da AFA, Raúl Colombo: "Merecemos perder contra a Inglaterra. Fizemos mais que nunca para que a equipa andasse bem, não estimamos esforços nem dinheiro. Treinos, médicos, comidas especiais. Fizemos tudo. Após o ocorrido na Suécia, muitos me consideraram como culpado quase exclusivo. Trabalhei muitíssimo e deixei de lado negócios pessoais para trabalhar pelo futebol argentino. O que passou é muito decepcionante".
Numa entrevista de 1987, Juan Carlos Lorenzo recordou: "Cometi erros, é verdade. Mas o maior inconveniente que tive foi o de fazer algo diferente: Colocar Cap de lateral marcador ou armar o meio de campo com dois volantes de marcação como Rattín e Sacchi, era um crime para essa época. Dez anos depois, jogavam Cocco e Telch no meio campo do San Lorenzo, éramos campeões e fui aplaudido...".
Antonio Rattín: "Essa Selecção foi a pior que integrei em minha vida. Tinha jogadores de qualidade, mas não existiu esse clima de amizade tão necessário para armar uma equipa. Fomos ao Mundial sem motivação, como uma obrigação que se cumpre e nada mais."
Juan Carlos Oleniak: "Se Argentina se classificasse, cobrávamos. Como não nos classificamos, não cobramos nada. Se recordo bem, nos deram uns poucos pesos para as diárias. O único que trouxe do Chile foi a camiseta número 20 que usei contra Hungria.".
Em contraste com as duras críticas pela eliminação do Mundial de 1958, a revista El Gráfico informou que a eliminação foi recebida com indiferença.

### Grupo 4
| Pos. | Seleção    | P | J | V | E | D | GP | GC | SG |
| ---- | ---------- | - | - | - | - | - | -- | -- | -- |
| 1    | Hungria    | 5 | 3 | 2 | 1 | 0 | 8  | 2  | +6 |
| 2    | Inglaterra | 3 | 3 | 1 | 1 | 1 | 4  | 3  | +1 |
| 3    | Argentina  | 3 | 3 | 1 | 1 | 1 | 2  | 3  | –1 |
| 4    | Bulgária   | 1 | 3 | 0 | 1 | 2 | 1  | 7  | –6 |

| 30 de maio 15:00 | Argentina  | 1 – 0     | Bulgária | Rancagua, Estadio El Teniente Árbitro: Gardeazábal (Espanha) Público: 7134 |
|                  | Facundo 4' | Relatório |          |                                                                            |

| 2 de junho 15:00 | Inglaterra                                 | 3 – 1     | Argentina      | Rancagua, Estadio El Teniente Árbitro: Reginato (Chile) Público: 9794 |
|                  | Flowers 17' (pen) Charlton 42' Greaves 67' | Relatório | Sanfilippo 81' |                                                                       |

| 6 de junho 15:00 | Hungria | 0 – 0     | Argentina | Rancagua, Estadio El Teniente Árbitro: Yamasaki (Peru) Público: 7945 |
|                  |         | Relatório |           |                                                                      |

| 7 de junho 15:00 | Inglaterra | 0 – 0     | Bulgária | Rancagua, Estadio El Teniente Árbitro: Blavier (Bélgica) Público: 5700 |
|                  |            | Relatório |          |                                                                        |

### Goleadores
| N.° | Jugador         | Goles | PJ |
| --- | --------------- | ----- | -- |
| 1.° | Héctor Facundo  | 1     | 2  |
|     | José Sanfilippo | 1     | 2  |

### Asistentes
| N.° | Jugador         | Asistencias | PJ |
| --- | --------------- | ----------- | -- |
| 1.° | Federico Sacchi | 1           | 3  |
|     | José Sanfilippo | 1           | 2  |